# Antonín Pavluš

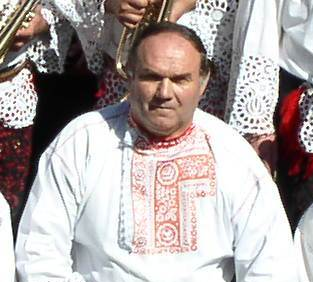
Antonín Pavluš, 2007

Antonín Pavluš (* 3. Juni 1947 in Milotice, Tschechoslowakei) ist ein tschechischer Musiker. Der Gründer und Leiter der Blaskapelle Mistříňanka ist zugleich auch Flügelhornist, Komponist, Arrangeur und Leiter eines Tonstudios.

## Leben
Der aus der Mährischen Slowakei stammende  Pavluš erlernte zunächst als Zehnjähriger das Geigenspiel. Mit 16 begann er Trompete und Flügelhorn zu lernen, mit einem Pensum von vier Stunden täglich, das er nach der Arbeit absolvierte. Als 17-Jähriger besuchte Pavluš ein Konzert des Amati-Blasorchesters Kraslice, bei dem auch eine halbe Stunde traditionelle böhmische und mährische Volksmusik gespielt wurde. Dadurch fasste Pavluš den Entschluss, traditionelle mährische Volksmusik mit Amateurkapellen auf professionellem Niveau zu spielen. 1967 gründete er mit seinem Bruder Josef die Kapelle Mistříňanka, mit der er internationale Berühmtheit erlangte. Bereits 1975 gewann Mistrinanka den renommierten Blasmusikwettberb um das Goldene Flügelhorn in Budweis. Pavluš sollte Mistrinanka 40 Jahre lang leiten. Der von ihm komponierte Titel „Mamko vam“ ist eines der meistgespielten Stücke in Tschechien.
Pavluš sammelte Erfahrungen bei mehreren Kapellen, kopierte  Musikarchive und bildete sich  bei Emanuel Kaláb, der noch in der kaiserlichen k.u.k.-Kapelle in Wien gespielt hatte und erster Militärinspektor in der ersten tschechischen Republik 1919 war, zum  Kapellmeister aus. Kalab inspirierte den jungen Pavluš durch seine musikalische Bildung, pädagogische Begabung sowie seinem Können als Arrangeur und Interpret. Er legte die Grundlagen für das musikalische Credo Pavluš, der die Blaskapelle in kleiner Besetzung als ausgewogenes Kollektiv sieht.
Die Kapellmeisterprüfung legte der an der militärischen Musikschule in Roudnice unter dem Komponisten Karel Vacek ab.

## Zitate
Die nachfolgenden Zitate stammen aus Work-Shop-Unterlagen von Antonin Pavlus:
- „Eine Kapelle muss wie ein Schweizer Uhrwerk laufen. Jeder Musiker ist dabei ein Rädchen. Ist einer der Musiker zu schwach, ist er wie ein Rädchen mit einem gebrochenen Zahn, und die Uhr geht nach. Ist einer der Musiker überragend gut, ist er wie ein Rädchen mit zu vielen Zähnen und die Uhr geht vor.“
- „In einer Blaskapelle kann ein hohes Niveau des kollektiven Spiels nur erreicht werden, wenn der Kapellmeister vollkommen respektiert wird.“
- „Die Kapelle muss in vier Oktaven gut besetzt sein, nämlich mit der Es-Klarinette, dem 1. Flügelhorn, dem Tenorhorn und dem Bass. Sind diese vier Instrumente mit ausgewogen guten Musikern besetzt, kann man den Rest der Kapelle einfacher zusammenstellen.“
- „Außerordentlich gute Musiker brauchen Raum als Solisten in Ausdruckskompositionen. Bei allen anderen Kompositionen hingegen dürfen diese Musiker das Kollektiv nicht überragen.“
- „Ein guter Blasmusikant braucht ein hervorragendes musikalisches Gehör, kann singen, ist ein guter Solist und das Wichtigste: ist ein toleranter Mensch.“
- „Diejenigen irren sich gewaltig, die glauben sie müssten der Leichtigkeit und Heiterkeit der mährischen Polka durch ein extrem rasches bis verrücktes Tempo Ausdruck verleihen.“